# Juan Castro
Juan Alberto Castro (ur. 12 lipca 1934, zm. 12 lipca 1979) – argentyński piłkarz, napastnik.
Jako piłkarz klubu Rosario Central Castro w 1956 roku zdobył w pierwszej lidze argentyńskiej 17 bramek, co dało mu tytuł króla strzelców. Rok później wziął udział w turnieju Copa América 1957, gdzie Argentyna zdobyła mistrzostwo Ameryki Południowej. Castro zagrał tylko w meczu z Ekwadorem, gdzie w 78 minucie wszedł na boisko za Omara Sívoriego.
W klubie Rosario Central Castro występował od 1956 do 1960 roku - rozegrał 131 meczów i zdobył 52 bramki. W 1964 roku grał w klubie Newell’s Old Boys Rosario - rozegrał 7 meczów i zdobył 1 bramkę.
Castro był także piłkarzem takich klubów jak Atlanta Buenos Aires i CA Huracán. W 1965 roku grał w drugiej lidze argentyńskiej w klubie CA Colón.
Łącznie w lidze argentyńskiej Castro rozegrał 214 meczów i zdobył 73 bramki.